# خانه یهوه (اصطلاح کتاب مقدس)
| بخش از مجموعه                                                                          |
| یهودیت                                                                                 |
| Star of David · Ten Commandments · Menorah                                             |
| رده:یهودیت                                                                             |
| یهود · یهودیت · اسباط                                                                  |
| ارتودوکس                                                                               |
| حریدی · حسیدی · ارتودوکس مدرن                                                          |
| فلسفه یهودی                                                                            |
| اصول دین · منیان · کابالا                                                              |
| قوانین نوح · خدا · آخرت · مسیح در یهودیت                                               |
| یهودیان به عنوان قوم برگزیده · هولوکاست · هلاخا · کشروت· ده فرمان                      |
| صنیوت · صدکه · اخلاق · جنبش مسار                                                       |
| متون دینی                                                                              |
| تورات · تنخ · تلمود · میدراش · توسفتا                                                  |
| آثار حاخامی · هاگادا · میشنا· باریتا                                                   |
| تور · شولحان عاروخ ·                                                                   |
| حماش · سیدور · زوهار ·                                                                 |
| شهرهای مقدس                                                                            |
| اورشلیم · صفد · حبرون · طبریه                                                          |
| شخصیت‌های مهم                                                                           |
| ابراهیم · اسحق · یعقوب                                                                 |
| ساره · ربه‌کا · راحیل · لیه                                                             |
| موسی · دبوره · روت · داوود · سلیمان                                                    |
| الیاس · هیلل · شمای · یهودا هناسی                                                      |
| سعادیا گائون · راشی · اسحاق الفاسی · ابن عزرا · توسفتانویسان                           |
| یوسف آلبو · یوسف قارو · آشر بن یهیئل                                                   |
| بعل شم طوو · موسی بن میمون · فیلون اسکندرانی                                           |
| اوادیا یوسف · موشه بن نحمان · موشه فینشتاین · العازر شاخ                               |
| زندگی یهودی                                                                            |
| بریت · بنای مصوا · ازدواج                                                              |
| نیدا· عزاداری                                                                          |
| نقش‌های مذهبی                                                                           |
| حاخام · ربی                                                                            |
| کاهن یهودی ·                                                                           |
| دیان · روش یشیوا                                                                       |
| ساختمان‌های مذهبی                                                                       |
| کنیسه · میکوه · هیکل سلیمان / خیمه‌گاه                                                  |
| مقالات مذهبی                                                                           |
| شبات · تفیلین · زنان · سفر تورات· بدکن· قربانی                                         |
| ستاره داوود · منوره · شوفار                                                            |
| اربعه مینیم                                                                            |
| نماز                                                                                   |
| نماز · شماع · عمیده ·                                                                  |
| قدیش ·هولده                                                                            |
| یهودیت و دیگر ادیان                                                                    |
| مسیحیت · اسلام ·                                                                       |
| ادیان ابراهیمی · تکثرگرایی                                                             |
| مورمونیسم · "یهودی مسیحی" · دیگران                                                     |
| مطالب وابسته                                                                           |
| نقد یهودیت · یهودستیزی                                                                 |
| یهوددوستی · یشیوا· صهیونیسم· یهودیان آمریکا· فهرست دانشمندان و فیلسوفان یهودی · کوربان |
| ن ب و                                                                                  |

«خانه یهوه» (عبری: בֵּית יהוה‎ Bēt YHWH) عبارتی است که در سراسر کتب مقدس عبری و حداقل بر روی یک کتیبه خارج از کتاب مقدس یافت می‌شود. «خانه‌های (خدا)» مکرراً در متن تنخ ذکر شده‌است، و منظور از آن‌ه یک مکان واحد نیست - اما در زمینه «خانه یهوه»، این عبارت عمدتاً به معبد اطلاق می‌شود. و اختصاصاً منظور آن پرستش یهوه است.
بیشتر دانشمندان دینی مدرن عمدتاً معبد سلیمان را به‌عنوان اولین معبد در اورشلیم خانه یهوه می‌دانند. با این حال، دو سازه دیگر وجود دارد که به عنوان «خانه یهوه» شناخته شده‌است. یکی در الفانتین، مصر واقع شده‌است. بنای دیگر معبدی در تل آراد است.
در سال ۱۹۶۲ میلادی، یوحنان آهارونی باستانشناس اسرائیلی یک معبد یهودی را در تل آراد کاوش کرد. قربانگاه بخور دادن و دو «سنگ ایستاده» (استل) ممکن است به یهوه و اشیره تقدیم شده باشد. در این مکان یک استراکون کشف شد که به نام استراکون ۱۸ معروف شد و در متن آن از «خانه یهوه» نام برده شده، که محققان معتقدندند که ممکن است به معبد آراد یا معبد اورشلیم اشاره کند.

## برای مطالعهٔ بیشتر
- پاپیروس الفانتین